# Айкінське сільське поселення
А́йкінське сільське поселення (рос. Айкинское сельское поселение) — муніципальне утворення у складі Усть-Вимського району Республіки Комі, Росія. Адміністративний центр — село Айкіно.

## Населення
Населення — 3254 особи (2017, 3574 у 2010, 3790 у 2002, 4166 у 1989).

## Склад
До складу поселення входять такі населені пункти:
| Населений пункт    | Населення, осіб (1989) | Населення, осіб (2002) | Населення, осіб (2010) |
| ------------------ | ---------------------- | ---------------------- | ---------------------- |
| Айкіно, село       | 3796                   | 3532                   | 3367                   |
| Вьоздіно, присілок | 244                    | 201                    | 157                    |
| Вомин, присілок    | 34                     | 20                     | 8                      |
| Гобаново, присілок | 18                     | 7                      | 9                      |
| Мир'єрем, присілок | 19                     | 4                      | 7                      |
| Мікунь, присілок   | 17                     | 4                      | 7                      |
| Сиспі, присілок    | 11                     | 12                     | 6                      |
| Тидор, присілок    | 27                     | 10                     | 13                     |